# محمد القصمة
محمد القصمة (مواليد 22 مايو 1989) هو لاعب كرة قدم سعودي.

## مسيرة اللاعب
لعب سابقاً لأندية النجمة والحزم والنهضة والفيحاء والطائي والوحدة ونادي البدائع ونادي البكيرية .